# 大齒南鰍
大齒南鰍（學名：Schistura megalodon）為輻鰭魚綱鯉形目條鰍科南鰍屬的其中一種。分布於亞洲中國伊洛瓦底江流域，體長可達4.2公分，棲息在礫石底質的河川底層水域，生活習性不明。

## 扩展阅读
維基物種上的相關：大齒南鰍